# Carmignano di Brenta
Carmignano di Brenta ist eine norditalienische Gemeinde (comune) mit 7421 Einwohnern (Stand 31. Dezember 2023) in der Provinz Padua in Venetien. Die Gemeinde liegt etwa 28 Kilometer nordwestlich von Padua und etwa 15 Kilometer nordöstlich von Vicenza an der Brenta.
Seit 1959 besteht eine Gemeindepartnerschaft mit Albbruck/Hochrhein.

## Verkehr
Carmignano di Brenta liegt an der früheren Via Postumia, der heutigen Regionalstraße 53 (zuvor Strada Statale 53 Postumia). Der Ort war zugleich Endbahnhof der Schienenstrecke aus Padua-Piazzola. Diese ist 1958 geschlossen worden.

## Persönlichkeiten
- Sergio Cervato (1929–2005), Fußballspieler (Verteidiger) und -trainer